# Liseleje
Liseleje är en ort på nordvästra Själland i Danmark med knappt 2.600. Den ligger i Halsnæs kommun i Region Hovedstaden. Närmaste större samhällen är Frederiksværk och Hundested.
I Liseleje ligger Ishuset i Liseleje, som byggdes av Liseleje fiskeriforening 1901, efter det att Frederiksværkbanen blivit klar fram till Frederiksværk 1897.

## Bildgalleri

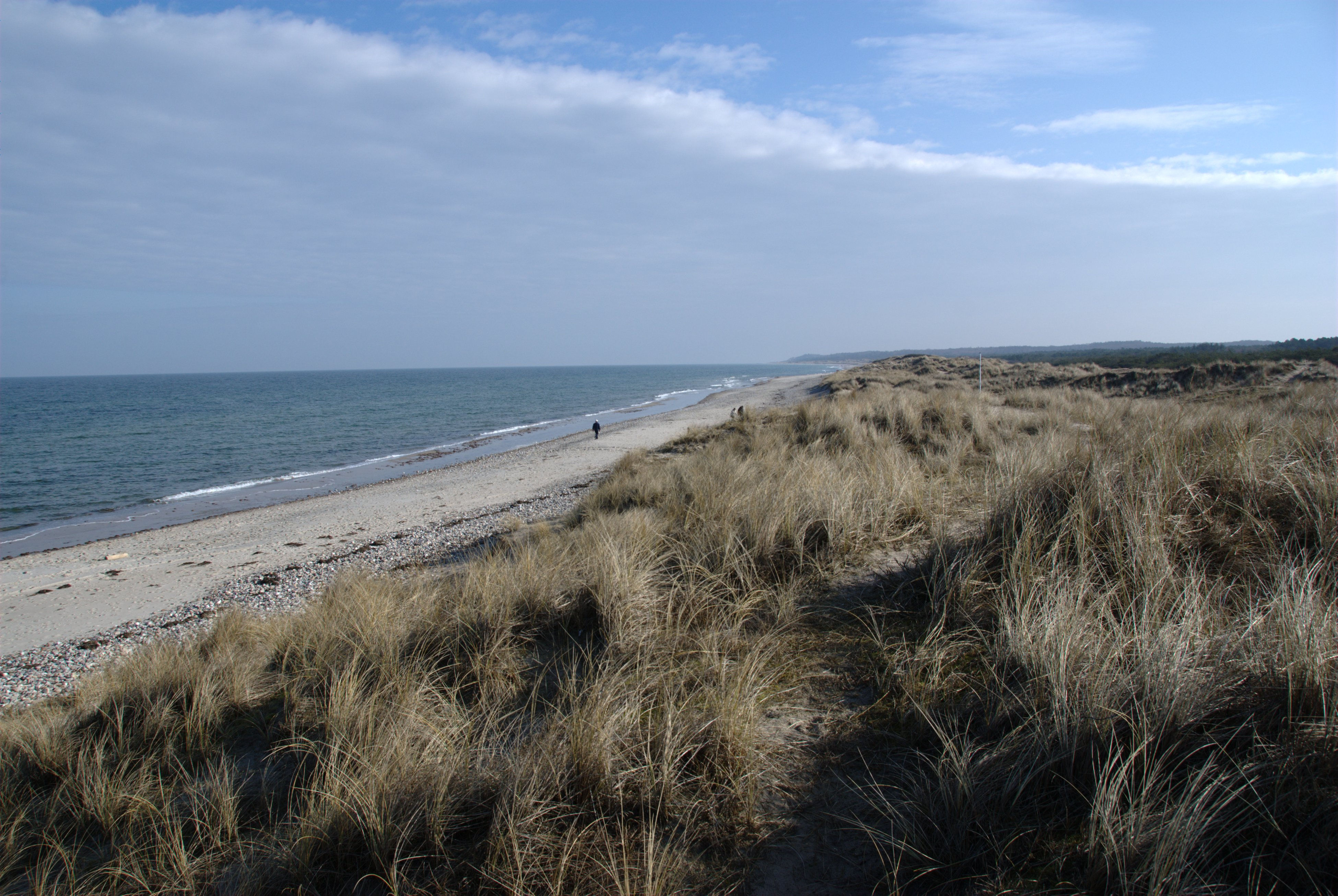
Stranden strax öster om Liseleje